# Rokkugo
"Rokkugo" (tiếng Hàn Quốc: 로꾸거!!!) là đĩa đơn đầu tiên của Super Junior-T, một nhóm nhỏ của nhóm nhạc nam Hàn Quốc Super Junior. Đĩa đơn được phát hành ngày 23 tháng 2 năm 2007. Hơn 45,998 bản đã được bán ra cho đến cuối năm, trở thành bản thu thứ 16 có số lượng bán ra cao nhất tại Hàn Quốc và là đĩa đơn bán chạy nhất của năm 2007. "Rokkugo" đã trở thành một trong những ca khúc nổi tiếng của Super Junior.
Super Junior-T đã phát hành thêm một phiên bản tiếng Nhật tại Nhật Bản vào ngày 5 tháng 11 năm 2008, hợp tác với bộ đôi nghệ sĩ hài, Moeyan.

## Bối cảnh phát hành
Rokkugo, (Tiếng Hàn: 로꾸거) là cách đọc ngược lại của chữ "gokkuro" (Tiếng Hàn: 거꾸로), có nghĩa là "đảo ngược", "đối lập". Bài hát chủ đề là một ca khúc nhạc trot, dù mang ảnh hưởng của K-pop hiện đại vẫn có thể thấy trong mỗi bài của đĩa đơn này, ví dụ như rap và nhịp điệu của K-pop ngày nay. Trong video âm nhạc có sự tham gia của nữ nghệ sĩ cùng công ty là Isak trong vai một cô thỏ chơi trò đập chuột mà ở đây thì các chú chuột chính là các thành viên Super Junior-T. Dù nhạc trot thường được những người lớn tuổi nghe vì nó là một thể loại nhạc cổ điển của Hàn Quốc, nhưng Super Junior-T đã hồi sinh thể loại này với "Rokkugo". Ca khúc này cũng như những bài khác trong đĩa đơn đã thu hút được sự chú ý của giới trẻ khi nó tạo ra một phong cách mới cho thể loại trot, với hi vọng sẽ khiến giới trẻ chú ý hơn đến thể loại nhạc truyền thống này.
Trong ca khúc "Rokkugo", có một sự thú vị là ở sự đảo ngược trong mỗi câu của bài hát. Trong mỗi câu đều có sự đối xứng về mặt câu chữ, đọc xuôi đọc ngược đều giống nhau. Dù khi dịch ra ngôn ngữ khác thì không còn thể thấy điều đó nữa, nhưng lời bài hát bằng tiếng Hàn đã tạo nên sự thú vị đó.

## Danh sách bài hát

### Đĩa đơn tiếng Hàn "Rokkuko"
1. 로꾸거!!! (ROKKUGO)
2. 첫차("Cheotcha", cùng Bang Shilli) (FIRST EXPRESS)
3. 나 같은건 없는건가요 (DON'T GO AWAY)
4. 로꾸거!!! (ROKUKO) [Instrumental]
5. 첫차 ("Cheotcha", cùng Bang Shilli) (FIRST EXPRESS) [Instrumental]
6. 나 같은건 없는건가요 (DON'T GO AWAY) [Instrumental]

### Phiên bản sửa đổi đặc biệt tại Đài LoanRokkugo(EP+DVD)
Thêm 3 bài nữa đã được thêm vào đĩa đơn mở rộng được phát hành tại Đài Loan, có cả cảnh hậu trường và video âm nhạc kèm theo.
1. 로꾸거!!! (ROKKUGO)
2. 첫차 (cùng 방실이) (FIRST EXPRESS)
3. 나 같은건 없는건가요 (DON'T GO AWAY)
4. 로꾸거!!! (ROKKUGO) [Instrumental]
5. 첫차 (cùng 방실이) (FIRST EXPRESS) [Instrumental]
6. 나 같은건 없는건가요 (DON'T GO AWAY) [Instrumental]

### DVD
1. 31 phút hậu trường "로꾸거!!!" (ROKUKO) và Video âm nhạc

## ROCK&GO
"ROCK&GO", còn được gọi là "65" (trong tiếng Nhật thì "Rokugo" biểu thị cho hai con số, số 6 là "roku" và số 5 là "go"), là đĩa đơn thứ hai của Super Junior-T và là đĩa đơn tiếng Nhật đầu tiên của nhóm. Đĩa đơn được hợp tác với bộ đôi nghệ sĩ hài của Nhật Bản là Moeyan. "ROCK&GO" cũng chính là nhạc phẩm đầu tiên của Moeyan.
"ROCK&GO" là phiên bản tiếng Nhật của "Rokkugo", và được phát hành ở Nhật ngày 5 tháng 11 năm 2008. Đĩa đơn ra mắt ở vị trí thứ #19 trên bảng xếp hạng hàng ngày của Oricon và nhảy lên vị trí thứ #2 sau 3 ngày.

### Danh sách bài hát

#### CD
1. Rokkugo!
2. Ashita No Tameni (For tomorrow) / Sungmin (SUPER JUNIOR-T) X Moeyan
3. Rokkugo! (Instrumental)
4. Ashita No Tameni (For tomorrow) (Instrumental)
5. Ashita No Tameni (For tomorrow) (Instrumental với Sungmin)

#### CD + DVD
1. Rokkugo! (video clip)
2. SUPER JUNIOR-T x Moeyan Trip (Clip quảng bá)